# Římskokatolická farnost Lučany nad Nisou
Římskokatolická farnost Lučany nad Nisou je církevní správní jednotka sdružující římské katolíky na území města Lučany nad Nisou a v jeho okolí. Organizačně spadá do libereckého vikariátu, který je jedním z 10 vikariátů litoměřické diecéze. Centrem farnosti je kostel Navštívení Panny Marie v Lučanech nad Nisou.

## Historie farnosti
Matriky jsou v místě vedeny od roku 1803. Farnost byla kanonicky ustavena od roku 1889.

### Duchovní správcové vedoucí farnost
Začátek působnosti jmenovaného v duchovní správě farnosti od:
- 1889 proto-par. (prvo-farář) Joann. Ad. Hampl, n. 22. 12. 1855 Katzengrün, o. 20. 7. 1878, † 25. 6. 1897
- 1897 Franc. Frisch, n. 31. 3. 1858 Schätzenwald, o. 17. 5. 1885, † 21. 8. 1922
- 1919 par. vacat, admin. inter. Anton. Aschenbrenner
- 1. 1. 1920 Reinhold Sauermann, n. 22. 7. 1882 Langenbielau, o. 10. 2. 1907
- 1. 6. 1948 Josef Němeček
- 25. 2. 1956 Ireneus Obruča
- 19. 10. 1959 František Šemík
- 5. 10. 1962 Jaroslav Červinka
- 1. 5. 1969 František Jedlička
- 1. 10. 1985 Petr Kothaj
- 1. 7 1999 Michal Podzimek
- 1. 4. 2003 Antonín Bratršovský, admin. exc. z Jablonce nad Nisou
- 13. 11. 2007 Oldřich Kolář, admin. exc. z Jablonce nad Nisou
- 1. 9. 2021 Štěpán Smolen, admin. exc. z Jablonce nad Nisou[2]

Kromě kněží stojících v čele farnosti, působili ve farnosti v průběhu její historie i jiní kněží. Většinou pracovali jako farní vikáři, kaplani, katecheté, výpomocní duchovní aj.

## Území farnosti
Do farnosti náleží území obce:
- Lučany nad Nisou (Wiesenthal an der Neisse)[p 2]

## Římskokatolické sakrální stavby na území farnosti
| | Fotografie | Stavba                        | Místo            | Bohoslužby                      | Zeměpisné souřadnice             | Status       | Číslo kulturní památky           |
| Kostel | Kostel     | Kostel                        | Kostel           | Kostel                          | Kostel                           | Kostel       | Kostel                           |
| --- | ---------- | ----------------------------- | ---------------- | ------------------------------- | -------------------------------- | ------------ | -------------------------------- |
| 1. |            | Kostel Navštívení Panny Marie | Lučany nad Nisou | bližší informace o bohoslužbách | 50°44′20″ s. š., 15°13′23″ v. d. | farní kostel | 11571/5-5767 (Pk•MIS•Sez•Obr•WD) |
| Kaple |            |                               |                  |                                 |                                  |              |                                  |
| 2. |            | Kaple                         | Lučany nad Nisou | bohoslužby příležitostně        |                                  | obecní kaple | —                                |
| Některé drobné sakrální stavby a pamětihodnosti lze dohledat zde v databázi Drobné sakrální památky Zaniklé sakrální stavby lze dohledat zde v databázi Poškozené a zničené kostely, kaple a synagogy v České republice |            |                               |                  |                                 |                                  |              |                                  |

Ve farnosti se mohou nacházet i další drobné sakrální stavby, místa římskokatolického kultu a pamětihodnosti, které neobsahuje tato tabulka.

## Příslušnost k farnímu obvodu
Z důvodu efektivity duchovní správy byl vytvořen farní obvod (kolatura) farnosti – děkanství Jablonec nad Nisou, jehož součástí je i farnost Lučany nad Nisou, která je tak spravována excurrendo. Přehled těchto kolatur je v tabulce farních obvodů libereckého vikariátu.